# CJ올리브영
씨제이올리브영주식회사(영어: CJ Olive Young Corporation)는 2002년에 설립된 대한민국의 유통 전문 기업이다. 헬스 & 뷰티 드러그스토어로 건강기능식품을 비롯한 건강용품, 화장품, 식품, 잡화 등을 판매한다. 1999년 신사역 앞에 개점한 신사점이 시초이며, 현재는 명동점이 본점이다. 대한민국의 드러그스토어 중 대부분을 차지한다.
1999년 씨제이제일제당(현 씨제이(주)) 내 HBC 사업부를 신설하고 사업을 시작하였으며, 2002년 10월 29일에 씨제이제일제당이 100% 출자하여 씨제이올리브영주식회사를 설립하였다.
2011년 11월 19일에 본점소재지를 현재의 '서울특별시 중구 소월로2길12 '로 변경했으며2012년 4월 1일에 영문명을 CJ Olive Young Limited에서 현 상호로 변경하였다.
2014년 12월 1일에 씨제이시스템즈와 합병되어 12월 4일 폐업하였고 2019년 11월 1일에 CJ올리브네트웍스 물적분할로 다시 씨제이올리브영주식회사로 부활하였다.

## 연혁[2]
- 1999년 올리브영 1호점 신사점 개점
- 2002년 홍콩 자딘 매시슨 그룹 (Jardine Matheson Group)의 데어리 팜 인터내셔널(Dairy Farm International)과 합작 법인 설립
- 2008년 합작 관계 해지 및 CJ(주) 주식 100% 인수[3][4]
- 2009년 미국 유기농 화장품 브랜드 주스뷰티(Juice Beauty) 브랜드 독자 수입 및 론칭
- 2010년 CJ그룹 통합 멤버십 서비스인 CJ ONE 출시.
- 2014년 CJ시스템즈와 합병
- 2019년 CJ올리브영 설립

## 판매 상품

### 자체 개발 상품[5][6]
- 화장소품 : 화장솜, 면봉, 손톱깎이, 머리빗
- 미용용품 : 선크림, 마스크팩, 코팩
- 장신구 : 헤어 액세서리

### 독자 판매 상품[7][8]
- 직수입 화장품 : 주스뷰티, 비쉬, 아벤느, 바이오더마, 유리아쥬, 눅스
- 독자판매 화장품 : NYX, 버츠비, 눅스, 고세

### 일반 판매 상품[9]
- 건강용품 : 건강기능식품, 구급용품, 콘택트 렌즈, 다이어트 용품, 발관리 용품
- 미용용품 : 피부보호용품, 색조화장품, 남성용품, 향수, 미용소품
- 청결용품 : 헤어용품, 구강용품, 입욕용품, 위생용품
- 식품 : 음료, 과자, 가공식품
- 잡화 : 생활용품, 신변용품, 문화상품권

## 점포 현황
| 지역명 | 해당 지역 점포명 |
| 서울   | 가로수길점 / 강남구청역점 / 강남대로점 / 강남역 서초점 / 강남우성점 / 강서구청점 / 건대점 / 경희대점 / 광화문점 / 교대점 / 구로디지털점 / 남부터미널점 / 논현점 /덕성여대점/ 대학로점 / 돈암점 / 동여의도점 / 두타점 / 둔촌점 / 등촌역점 / 명동1호점 / 명동성당점 / 명동중앙점 / 목동점 / 목동역점 / 사당역점 / 상암점 / 서여의도점 / 서울스퀘어점 / 선릉2호점 / 선릉3호점 / 세종로점 / 센터원점 / 숙대점 / 스타시티점 / 시청역점 / 신논현점 / 신사점 / 신세계점 / 신천점 / 신촌대로점 / 신촌대현점 / 신촌역점 / 아트리움점 / 안국점 / 안암점 / 압구정점 / 압구정역점 / 양재점 / 양재2호점 / 여의도역점 / 역삼점 / 연대점 / 연신내점 / 오목교점 / 옴쇼교점점 / 외대점 / 을지로입구점 / 이대점 / 이대중앙점 / 이수역점 / 인사동점 / 종각점 / 종로2가점 / 종로3가점 / 충무로역점 / 파이낸스점 / 포도몰점 / 학동역점 / 홍익대점 / 회기역점 |
| 인천   | 공항교통센터점 / 롯데마트 계양점 / 롯데마트 삼산점 / 부평대로점 / 부평역점 / 부평점 / 송도신도시점 / 인천국제공항점 / 교보문고점 / 구월로데오점 / 구월점 / 스퀘어원점 / 인하대점 / 작전점 / 주안역점 / 홈플러스 간석점 |
| 경기   | 가천대점 / 강남대점 / 경기광주점 / 구리역점 / 단대오거리점 / 동탄점 / 라페스타사거리점 / 라페스타점 / 롯데마트 안산점 / 망포역점 / 범계역점 / 부천북부역점 / 부천북부점 / 부천상동점 / 분당미금역점 / 분당서현점 / 분당서현중앙점 / 분당수내점 / 분당야탑점 / 산본점 / 서현역점 / 송내로데오점 / 수원대점 / 수원역전점 / 수원천천점 / 수원AK역사점 / 아주대점 / 안산선부점 / 안산중앙역점 / 안성점 / 안양1번가점 / 안양교보점 / 역곡역점 / 오리역점 / 오산점 / 용신수지점 / 용인죽전점 / 용인중앙점 / 웨스턴돔점 / 의정부대로점 / 의정부중앙로점 / 이천중앙로점 / 여주중앙로점 / 일산그랜드점 / 정발산로점 / 정자역점 / 철산역점 / 태평역점 / 파주LCD점 / 판교아브뉴프랑점 / 평택역점 / 평택AK역사점 / 하남신장점 / 홈플러스 부천상동점 /동탄영천점 / 동탄청계점 / 동탄산척점                                                           |
| 대전   | 둔산점 / 은행동점 / 한남대점/ 충남대점/ 롯데마트 대덕점 /대전복합터미널점 / 대전중앙점 / 시청역점 |
| 대구   | 동성로점 / 로데오점 / 칠곡점 / 계명대점 / 로데오2호점 / 대구아카데미점 / 중앙로점 / 동성로대백점 / 수성구청역점 / 시지광장점 / 대구평리점 |
| 광주   | 충장로점 / 충장로3가점 / 전남대점 / 조선대점 / 첨단점 / 광천점 / 상무역점 / 황금점 / NC웨이브점 / 수완점 / 봉선점 / 첨단 메가박스점 |
| 부산   | 남포동점 / 남포2호점 / 롯데백화점 광복점 / 광복점 / 경성대부경대역점 / 부경대점 / 부산대역점 / 부산대점 / 서면1번가점 / 서면중앙점 / 서면역점 / 부전점 / 해운대점 / 센텀점 / 해운대 스펀지점 / 홈플러스 해운대점 / 덕천점 / 동래점 / |
| 울산   | 삼산점 / 성남점 |
| 충북   | 청주성안길점 / 청주터미널점 / 충북대점 / 청주지웰시티점 / 청주서문점 / 충주점 |
| 충남   | 공주대점 / 아산삼성점 / 아산점 / 천안모다아울렛점 / 천안아라리오점 / 천안터미널점 |
| 전북   | 군산수송점 / 원광대점 / 익산영등점 / 전북대점 / 전주중앙점 / 홈플러스익산점 |
| 전남   | 목포하당점 / 순천중앙점 / 여수여서점 / 여수여천점 |
| 강원   | 강원대점 / 더블유시티점 / 원주단구점 / 원주중앙로점 / 춘천명동점 |
| 경북   | 경산하양점 / 경주점 / 구미역점 / 구미인동점 / 대구대학교점 / 상주점 / 안동점 / 영남대점 / 포항그랜드애비뉴점 / 포항중앙점 / 포항하나로클럽점 |
| 경남   | 거제고현점 / 경남대점 / 김해내외점 / 마산합성점 / 양산점 / 진주중앙점 / 창원상남점 |